# 中國海外宏洋集團
中國海外宏洋集團有限公司（港交所：0081）是一家主要於中國從事物業發展及投資的公司，項目主要集中在北京、廣州、呼和浩特、桂林、惠州等城市。
中國海外宏洋集團的前身是1952年成立的蜆殼電器。蜆殼電器於2005年收購了光大房地產公司70%的股權。2009年，中國海外收購蜆殼電器（連同旗下旗艦級項目中信廣場一併收購），並把原有電風扇、家電、物業租賃及地產投資等業務轉移至新成立的公司Privateco，並分派予現有股東，再由蜆殼電器大股東翁國基以每股1.8元全面收購。其後，蜆殼電器易名為中國海外宏洋集團。
易名後，中國海外宏洋集團全力開拓中國二三線市的物業發展，並先後收購了中國物業公司Terborley 30%的股權及Pan China Land集團28%股權。
2012年4月9日以總代價18.26億元人民幣（相當於約22.53億港元）出售旗下位於廣州的中海橡園項目的商業部分，並包括四棟多層住宅物業。該預售物業暫測建築面積約7.6萬
平方米，涉共246個單位。

## 董事
執行董事
- 庄勇 (主席) 0.01%
- 楊林 (行政總裁) 0.08%
- 王萬鈞 (財務總監)

非執行董事
- 郭光輝
- 翁國基 (副主席) 13.53%

獨立非執行董事
- 鍾瑞明 0.02%
- 林健鋒
- 盧耀楨

## 外部連結
- 中國海外宏洋集團公司網站（页面存档备份，存于）